# Nuñoa (distrito)
Nuñoa é um distrito do Peru, departamento de Puno, localizada na província de Melgar.

## Transporte
O distrito de Nuñoa é servido pela seguinte rodovia:
- PU-100, que liga a cidade de Santa Rosa ao distrito de Ituata [1][2][3]